# Meister von Wittingau

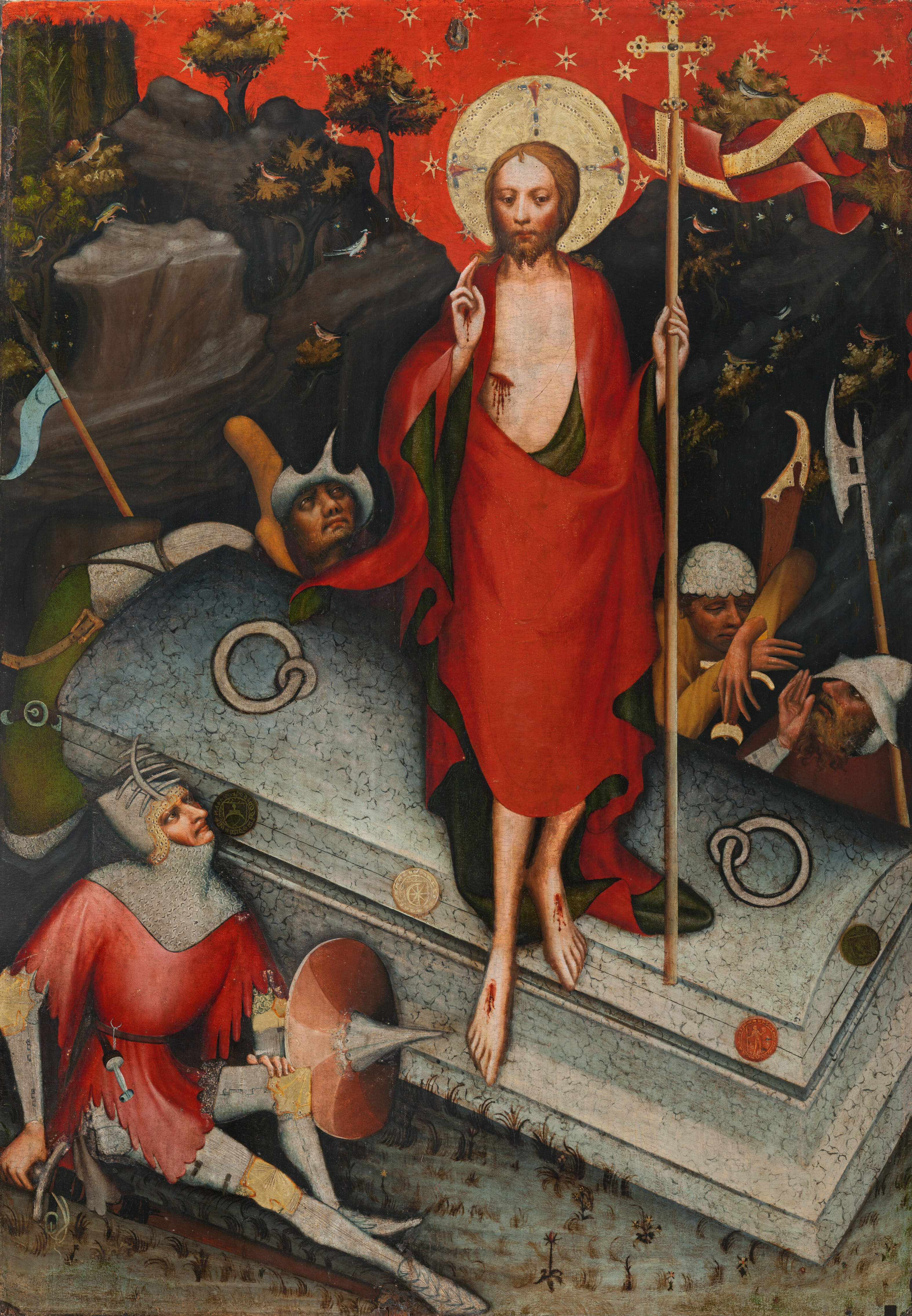
Meister des Wittingauer Altars: Wittingauer Altar, Vorderseite: Auferstehung Christi, um 1380

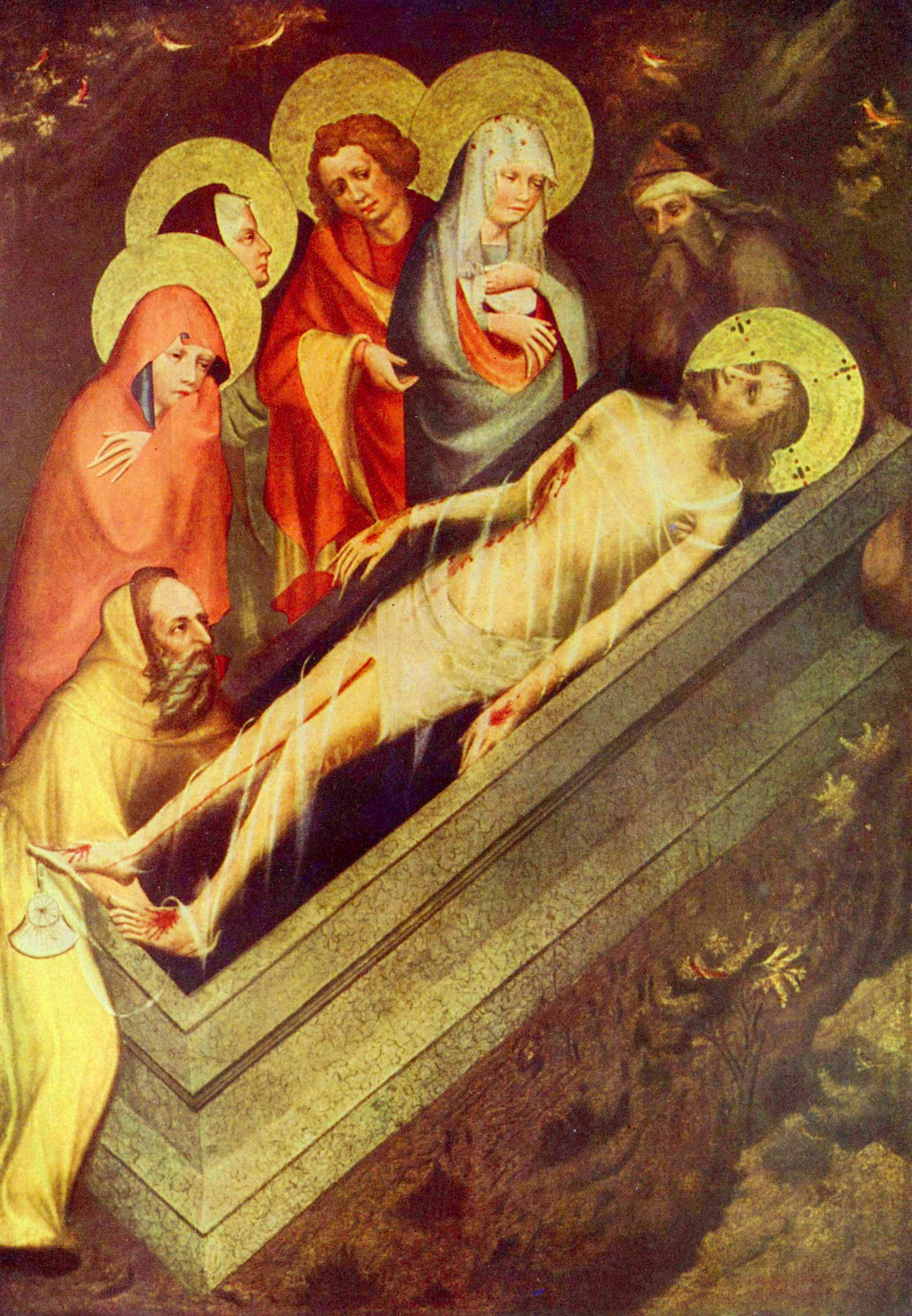
Meister des Wittingauer Altars: Wittingauer Altar, Vorderseite: Grablegung Christi, um 1380

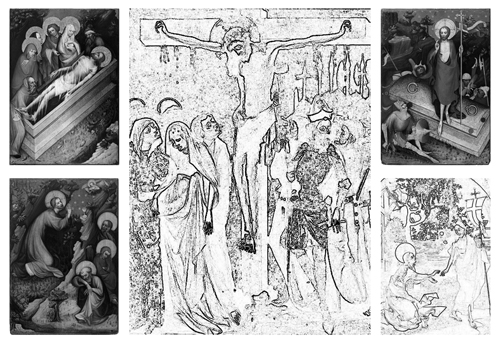
Meister des Wittingauer Altars: Wittingauer Altar, um 1380. Rekonstruktionsvorschlag Jan Royt 2015

Der Meister von Wittingau, auch Meister des Wittingauer Retabels, tschechisch Mistr třeboňského oltáře, war der bedeutendste Vertreter der Böhmischen Malerschule in der zweiten Hälfte des 14. Jahrhunderts.
Die Identität des Malers ist unbekannt. Aus der Entstehungszeit der fraglichen Malereien sind vom Hof Wenzels neben den beschäftigten Buchmalern nur zwei Maler namentlich bekannt: Johannes, der von 1382 bis 1392 Hofmaler war, und Bohunky, Maler und Ratsherr auf dem Hradschin in den Jahren 1382/83. Ob einer der genannten der Meister des Wittingauer Retabels ist, muss offen bleiben.
Er wird benannt nach einigen um 1380 entstandenen Tafeln aus der Passionsgeschichte, die sich ursprünglich als Altarretabel im Augustinerchorherrenstift in Wittingau befanden. Die Vermittlung des Auftrags an den namenlosen Hofmaler könnte durch den Propst der Allerheiligenkapelle in der Prager Burg, Peter II. von Rosenberg, erfolgt sein, der das Wittingauer Augustinerchorherrenstift 1367 als Familiengrablege mit seinen Brüdern gegründet hatte. Auf den drei noch erhaltenen Tafeln des Polyptychons sind Szenen aus der Leidensgeschichte Christi dargestellt: „Christus am Ölberg“, die „Grablegung“ und die „Auferstehung“. Sie stammen aus der Werktagsseite des Retabels, was daran zu erkennen ist, dass der Maler einen roten und keinen goldfarbenen Grund verwendet hat. Aus der Größe der Tafeln lässt sich eine Retabelgröße von 2,60–2,70 × 2 m rekonstruieren.
Der Meister von Wittingau ist der Erneuerer der inhaltlichen und formalen Gestaltung in der Malerei, vor allem aber als Kolorist der überragende Künstler in Mitteleuropa zwischen 1350 und 1400. Mit ihm wird gleichzeitig der Weg zum „Weichen Stil“ eröffnet. Seine malerischen Qualitäten liegen in der neuen Form der Lichtmalerei, die durch feine Lasuren erreicht wurde. Er gestaltet nicht mehr vom Detail wie der Meister von Hohenfurth, sondern vom Zusammenhang her: Bildraum und Bildgeschehen sind eins. Die Formen entwickeln sich nicht nebeneinander, sondern sie durchdringen und steigern sich zum visionären Erlebnis.

## Werke
- Tafeln des Retabels aus der Stiftskirche St. Ägidius in Wittingau (um 1380; Tempera auf beidseitig mit Leinwand bespannten Fichtentafeln):
  - Gebet am Ölberg (132,8 × 92 cm; Nationalgalerie Prag Inv. Nr. O 476)
    - Rückseite: Hl. Katherina, Maria Magdalena, Margareta

  - Grablegung (132,8 × 91,7 cm; Nationalgalerie Prag Inv. Nr. O 1266)
    - Rückseite: Hl. Ägidius, Augustinus, Hieronymus

  - Auferstehung Christi (132,8 × 91,7 cm; Nationalgalerie Prag Inv. Nr. O 477)[5]
    - Rückseite: Hl. Jakobus der Jüngere, Bartholomäus, Philippus
- Anbetung Christi (um 1380; 129 × 98 cm; Tempera und Gold auf Fichte; Nationales Institut für Denkmalpflege Budweis Inv. Nr. HL 7356)[6]
- Kreuzigungstafel aus St. Barbara in Děbolin bei Neuhaus (um 1380; 125,5 × 95 cm; Tempera und Gold auf Fichte; Nationalgalerie Prag Inv. Nr. O 577)[7]
- Madonna Ara Coeli aus dem Prager Veitsdom (um 1385–90; 92,5 × 69 cm; Tempera und Gold auf Linde; Nationalgalerie Prag Inv. Nr. O 1457)[8]
- Raudnitzer Madonna aus der Kirche der Geburt Mariens des Augustinerchorherrenstiftes oder der bischöflichen Burg in Raudnitz an der Elbe (um 1385–90; 90 × 68 cm; Tempera und Gold auf mit Leinwand bespannter Lindentafel; Nationalgalerie Prag Inv. Nr. O 7102)[9]